# Giftköder

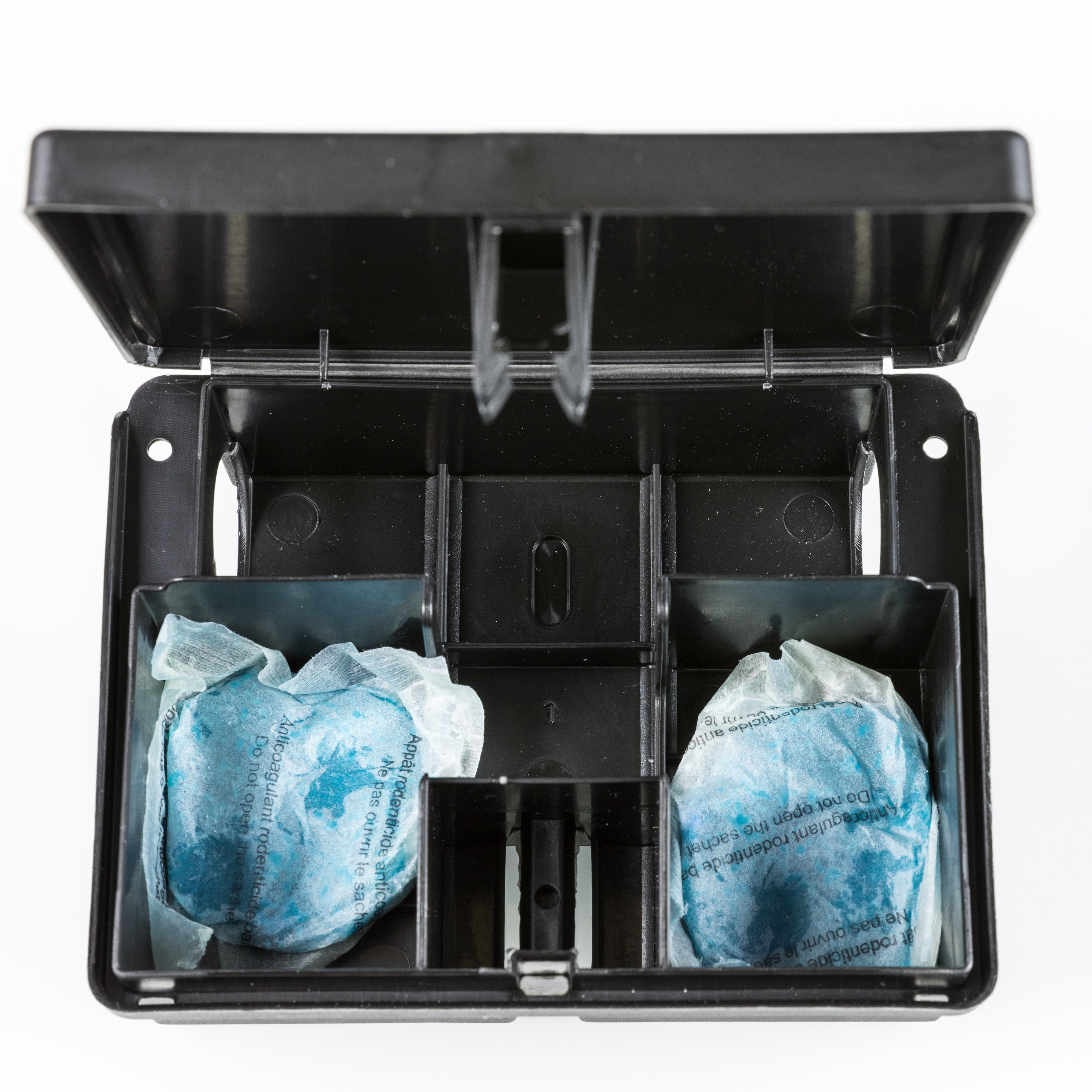
Köderbox mit Gift für Mäuse

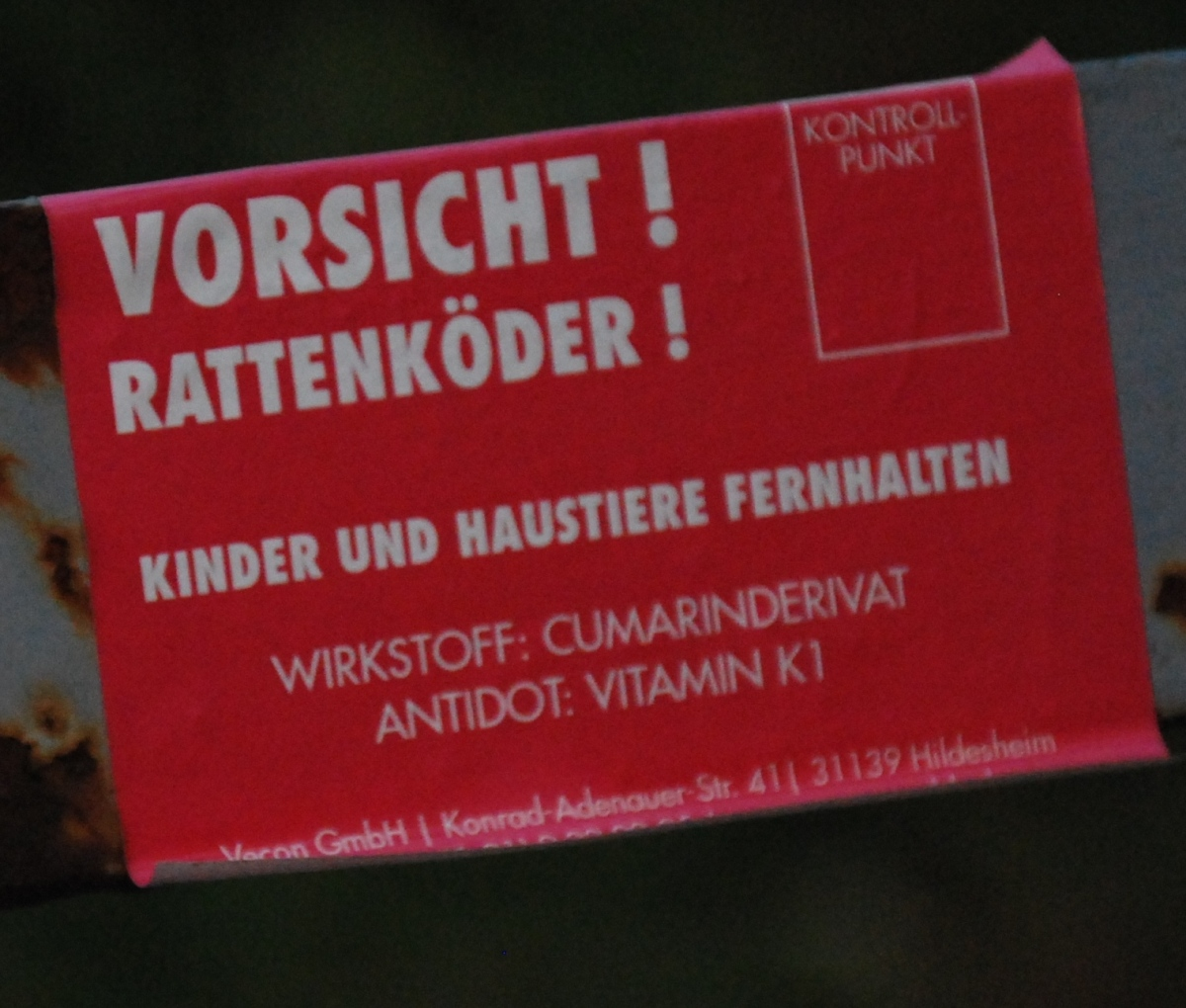
Aufkleber zu einem Köder mit Rattengift

Ein Giftköder ist ein Köder, der das Ziel hat, das angelockte Tier zu töten. Sie werden sowohl legal zur Schädlingsbekämpfung eingesetzt, als auch illegal zur Bestandsreduktion „unerwünschter“ Arten.

## Formen von Giftködern
Bei der häufigsten Form wird einem Köder ein Giftstoff beigemischt. Hierbei treten die Vergiftungserscheinungen oft kurze Zeit nach der Einnahme auf. Bei Rattengiften tritt die Wirkung erst zeitverzögert ein, um zu verhindern, dass das Tier am Fundort verstirbt und so Artgenossen abschreckt. Um zu verhindern, dass Giftköder oder verendete Tiere versehentlich von falschen Tieren gefressen werden, werden diese oft in Köderboxen verkauft. Diese sollen sicherstellen, das nur eine Tierart Zugang zu dem Köder hat.
Illegal verwendete Giftköder werden oft von ihren Verwendern selbst hergestellt.

## Rechtliche Situation
Weltweit kommt es vielerorts zum illegalen Einsatz von Giftködern. Insbesondere bei der Verwendung gegen mittlerweile seltene oder von der Ausrottung bedrohte Arten, wie beispielsweise Greifvogelarten, die unter dem Sammelbegriff „Geier“ bekannt sind. Vergiftete Köder haben dabei nicht nur den Bestand der Bartgeier erheblich reduziert.
In Deutschland ist der Einsatz von Giftködern zur Schädlingsbekämpfung gesetzlich geregelt.